# Бланкенхайм (Зангерхаузен)
Бланкенхайм (нем. Blankenheim) — община в Германии, в земле Саксония-Анхальт.
Входит в состав района Зангерхаузен. Подчиняется управлению Альштедт-Кальтенборн. Население составляет 1342 человека (на 31 декабря 2010 года). Занимает площадь 14,85 км².